# Reyrieux
Reyrieux je naselje in občina v jugovzhodnem francoskem departmaju Ain regije Rona-Alpe. Leta 1999 je naselje imelo 3.722 prebivalcev.

## Geografija
Kraj se nahaja v pokrajini Dombes vzhodno od reke Saone, 51 km jugozahodno od Bourga.

## Administracija
Reyrieux je sedež istoimenskega kantona, v katerega so poleg njegove vključene še občine Ars-sur-Formans, Civrieux, Massieux, Mionnay, Misérieux, Parcieux, Rancé, Saint-André-de-Corcy, Sainte-Euphémie, Saint-Jean-de-Thurigneux, Toussieux in Tramoyes z 19.957 prebivalci.
Kanton je sestavni del okrožja Bourg-en-Bresse.